# 24 ur Le Mansa 1934
24 ur Le Mansa 1934 je bila dvanajsta vzdržljivostna dirka 24 ur Le Mansa. Potekala je 16. in 17. junija 1934.

## Rezultati

### Uvrščeni
| Poz | Razred | Št | Moštvo                            | Dirkači                                 | Šasija                               | Motor                           | Krogi |
| --- | ------ | -- | --------------------------------- | --------------------------------------- | ------------------------------------ | ------------------------------- | ----- |
| 1   | 3.0    | 9  | Luigi Chinetti Philippe Étancelin | Luigi Chinetti Philippe Étancelin       | Alfa Romeo 8C 2300                   | Alfa Romeo 2.3L Supercharged I8 | 213   |
| 2   | 1.5    | 27 | Riley Motor Company Ltd.          | Jean Sébilleau Georges Delaroche        | Riley 6/12 MPH Racing                | Riley 1.5L I6                   | 200   |
| 3   | 1.5    | 28 | Riley Motor Company Ltd.          | Freddie Dixon Cyril Paul                | Riley 6/12 MPH Racing                | Riley 1.5L I6                   | 199   |
| 4   | 1.1    | 34 | Roy Eccles                        | Charles E.C. Martin Roy Eccles          | MG Magnette K3                       | MG 1.1L Supercharged I4         | 197   |
| 5   | 1.1    | 36 | Riley Motor Company Ltd.          | Alex van der Becke Kenneth Peacock      | Riley Brooklands                     | Riley 1.1L I4                   | 195   |
| 6   | 1.1    | 37 | Riley Motor Company Ltd.          | Sammy Newsome Percy Maclure             | Riley Nine Ulster Imp                | Riley 1.1L I4                   | 195   |
| 7   | 1.5    | 26 | A.A. Rigby                        | Brian E. Lewis Johnny Hindmarsh         | Singer Le Mans 1½ Litre              | Singer 1.5L I4                  | 195   |
| 8   | 1.5    | 25 | Frank Stanley Barnes              | Frank Stanley Barnes Alf Langley        | Singer Le Mans 1½ Litre              | Singer 1.5L I4                  | 192   |
| 9   | 3.0    | 4  | Norbert Jean Mahé                 | Norbert Jean Mahé Jean Desvignes        | Bugatti Type 44                      | Bugatti 3.0L I8                 | 191   |
| 10  | 1.5    | 20 | M.R.E. Tongue                     | Reggie Tongue Maurice Faulkner          | Aston Martin 1½ Le Mans              | Aston Martin 1.5L I4            | 188   |
| 11  | 1.5    | 24 | John Cecil Noël                   | John Cecil Noël Jen Wheeler             | Aston Martin 1½ Le Mans              | Aston Martin 1.5L I4            | 180   |
| 12  | 1.1    | 39 | Jean Trévoux                      | Jean Trévoux René Carriére              | Riley Nine Ulster Imp                | Riley 1.1L I4                   | 174   |
| 13  | 1.1    | 38 | Miss Dorothy Champney             | Dorothy Champney Kaye Petre             | Riley Nine Ulster Imp                | Riley 1.1L I4                   | 172   |
| 14  | 1.1    | 32 | Jean de Gavardie                  | Jean de Gavardie George Stewart         | Amilcar C6                           | Amilcar 1.1L I6                 | 168   |
| 15  | 1.1    | 48 | Singer Ltd.                       | Norman Black J.R.H. Baker               | Singer Nine Le Mans                  | Singer 1.0L I4                  | 163   |
| 16  | 1.1    | 40 | Lord de Clifford                  | Freddie de Clifford Charles Brackenbury | Lagonda Rapier "De Clifford Special" | Lagonda 1.1L I4                 | 163   |
| 17  | 1.1    | 52 | Mme Anne-Cecile Rose-Itier        | Anne-Cecile Rose-Itier Charles Duruy    | MG PA Midget                         | MG 0.8L I4                      | 162   |
| 18  | 1.1    | 47 | Singer Ltd.                       | Tommy Wisdom John Donald Barnes         | Singer Nine Le Mans                  | Singer 1.0L I4                  | 161   |
| 19  | 1.1    | 44 | J.A. Grégoire                     | Félix Quinault Daniélault               | Tracta                               | Tracta 1.0L I4                  | 158   |
| 20  | 1.1    | 42 | Charles Auguste Martin            | Charles Auguste Martin Fernand Pousse   | Amilcar CG "Spéciale Martin"         | Amilcar 1.1L I4                 | 155   |
| 21  | 1.1    | 45 | Alin Fréres                       | Adrien Alin Albert Alin                 | B.N.C.                               | B.N.C. 1.0L I4                  | 150   |
| 22  | 1.1    | 31 | Ecurie de l'Ours                  | Camille Poiré Gaston Robail             | Amilcar C6                           | Amilcar 1.1L I6                 | 148   |
| 23  | 1.1    | 50 | R.P. Gardner                      | R.P. Gardner A.C. Beloë                 | Singer Nine Le Mans                  | Singer 1.0L I4                  | 143   |

### Odstopi
| Poz | Razred | Št | Moštvo                  | Dirkači                                 | Šasija                  | Motor                           | Krogi |
| --- | ------ | -- | ----------------------- | --------------------------------------- | ----------------------- | ------------------------------- | ----- |
| 24  | 1.5    | 23 | Aston Martin Ltd.       | Mortimer Morris-Goodall Jim Elwes       | Aston Martin 1½ Le Mans | Aston Martin 1.5L I4            | 155   |
| 25  | 1.5    | 22 | Aston Martin Ltd.       | Thomas Fothringham-Parker John Appleton | Aston Martin 1½ Le Mans | Aston Martin 1.5L I4            | 142   |
| 26  | 5.0    | 3  | Just-Emile Vernet       | Just-Emile Vernet Daniel Porthault      | La Lorraine B3-6        | La Lorraine 3.5L I6             | 133   |
| 27  | 750    | 54 | H. Bridgman Metchim     | H. Bridgman Metchim C.H. Masters        | Austin 7                | Austin 0.7L I4                  | 95    |
| 28  | 1.5    | 29 | Auguste Bodoignet       | Auguste Bodoignte Fernand Vallon        | Bugatti (Type Unknown)  | Bugatti 1.4L I6                 | 90    |
| 29  | 1.1    | 33 | John Ludovic Ford       | John Ludovic Ford Maurice Baumer        | MG Magnette K3          | MG 1.1L Supercharged I4         | 85    |
| 30  | 3.0    | 6  | Lord Howe               | Lord Howe Tim Rose-Richards             | Alfa Romeo 8C 2300LM    | Alfa Romeo 2.4L Supercharged I8 | 85    |
| 31  | 1.1    | 30 | Just-Emile Vernet       | Albert Debille Jean Viale               | Salmson GS              | Salmson 1.1L I4                 | 82    |
| 32  | 3.0    | 14 | Charles Brunet          | Charles Brunet Jean Renaldi             | Bugatti Type 55         | Bugatti 2.3L Supercharged I8    | 75    |
| 33  | 5.0    | 2  | Rober Labric            | Roger Labric Pierre Veyron              | Bugatti Type 50S        | Bugatti 4.9L I8                 | 73    |
| 34  | 1.1    | 49 | Gordon Hendy            | Gordon Hendy James Boulton              | Singer Nine Le Mans     | Singer 1.0L I4                  | 59    |
| 35  | 1.5    | 21 | Aston Martin Ltd.       | A.C. Bertelli Clifton Penn-Hughes       | Aston Martin 1½ Le Mans | Aston Martin 1.5L I4            | 59    |
| 36  | 2.0    | 16 | Louis Villeneuve        | Louis Villeneuve Géo Ham                | Derby L8                | Derby 2.0L V8                   | 44    |
| 37  | 3.0    | 5  | Tim Rose-Richards       | Freddy Clifford Owen Saunders-Davies    | Alfa Romeo 8C 2300      | Alfa Romeo 2.4L I8              | 40    |
| 38  | 1.1    | 46 | Raymond Gaillard        | Raymond Gaillard Paul Vallée            | Rally                   | Rally 1.0L I4                   | 38    |
| 39  | 750    | 53 | Philippe Maillard-Brune | Philippe Maillard-Brune Charles Druck   | MG J Midget             | MG 0.7L I4                      | 30    |
| 40  | 1.1    | 43 | J.A. Grégoire           | Pierre Padrault "Charlault"             | Tracta                  | Tracta 1.0L I4                  | 23    |
| 41  | 2.0    | 18 | Mrs. Gwenda Stewart     | Gwenda Stewart Louis Bonne              | Derby L8                | Derby 2.0L V8                   | 16    |
| 42  | 3.0    | 15 | M. Bayard               | Max Fourney Louis Decaroli              | Bugatti Type 55         | Bugatti 2.3L I8                 | 15    |
| 43  | 1.1    | 41 | Georges Boursin         | Georges Boursin "Nadeau"                | Amilcar CGS             | Amilcar 1.1L I4                 | 14    |
| 44  | 3.0    | 7  | Raymond Sommer          | Raymond Sommer Dr. Pierre Félix         | Alfa Romeo 8C 2300      | Alfa Romeo 2.4L I8              | 14    |

### Statistika
- Najhitrejši krog - #9 Luigi Chinetti / Philippe Étancelin - 5:41
- Razdalja - 2886.938km
- Povprečna hitrost - 120.289km/h

### Dobitniki nagrad
- 10th Rudge-Whitworth Biennial Cup - #36 Riley Motor Company Ltd.
- Index of Performance - #36 Riley Motor Company Ltd.